# Fritz Rechberg
Fritz Rechberg (* 29. Februar 1868 in Hersfeld; † 17. November 1939 ebenda) war ein deutscher Unternehmer und Kommerzienrat. Er stammte aus einer Hersfelder Industriellenfamilie, die in der traditionellen dortigen Textilindustrie tätig war.

## Leben
Fritz Rechberg übernahm als gelernter Tuchmacher die Fabrik seines Vaters Adam Rechberg an der Hainstraße zusammen mit seinem Bruder Ferdinand. Dieser zog sich jedoch 1892 wegen Krankheit aus der Leitung der Fabrik zurück, so dass Fritz Rechberg alleiniger Inhaber wurde. Ein weiterer Bruder war Arnold Rechberg.
Fritz Rechberg erweiterte und modernisierte die Fabrik erheblich. Um die Jahrhundertwende hatte die Fabrik 91 Webstühle (1873 waren es 20 Webstühle) und in den Jahren 1902 und 1903 wurde die Fabrik mit einer Dynamomaschine elektrifiziert. Zwischen 1906 und 1907 erhielt die Fabrik einen eigenen Gleisanschluss und die Kesselanlage wurde durch eine automatische Braunkohlenbeschickung modernisiert. Die Fabrik hatte zu dieser Zeit 115 Webstühle, die bis 1914 auf die Zahl von 150 anstieg. 1908 wurde das Verwaltungsgebäude an der Hainstraße erbaut.
Im Jahr 1910 hatte Rechberg eine Fabrik mit etwa 500 Arbeitern, 15 Meistern und 16 kaufmännische und technische Beamte. Weiterhin beteiligte sich Rechberg am Aufbau des industriellen Kalibergbaus an der Werra. Er gehörte ab 1910 dem Aufsichtsrat des Deutschen Kalisyndikats an. Fritz Rechberg war damit ein international bekannter Unternehmer.
1913 erhielt er vom Kaiser ein Patent, in dem er zum Kommerzienrat ernannt wurde. Während des Ersten Weltkrieges gehörte er dem Aufsichtsrat der Kriegswollbedarfs AG an. Durch die Deutsche Inflation 1914 bis 1923 hatte die Schilde AG 1926 in Hersfeld wirtschaftliche Schwierigkeiten. Rechberg kaufte einen großen Teil der Aktien auf. Dadurch bewahrte er die Firma vor dem Konkurs und war bis zu seinem Tod Mehrheitsaktionär der Schilde AG.
Für seine Tuchfabrik stellte er schon früh die Weichen um auch der internationalen Konkurrenz zu begegnen zu können. So gründete er schon Anfang des 20. Jahrhunderts zusammen mit Ludwig Braun (der Besitzer der zweiten großen Volltuchfabrik in Hersfeld) eine Einkaufsgemeinschaft für die so genannten Kapwollen ein. Dadurch konnte, unter Ausschaltung des Zwischenhandels, günstiger direkt in Südafrika eingekauft werden. Diese Zusammenarbeit intensivierte sich weiter, in dem man im Oktober 1920 die zwei Tuchfabriken Adam Rechberg und Georg Braun zur Mitteldeutschen Verkaufsgesellschaft mbH zusammenschloss. Anders als der Name vermuten lässt, bezog sich Zusammenarbeit nicht nur auf dem Verkauf. Auch die Fertigung wurde innerhalb der zwei Fabriken zusammengelegt. Es entstand eine der größten Tuchfabriken in Deutschland, die von Fritz Rechberg und Ludwig Braun geleitet wurde. Die Zusammenarbeit endete aber schon 1937 wieder. Vermutlich hing diese Trennung mit der nationalsozialistischen Unternehmenspolitik zusammen, die von einzelnen Personen geführte Firmen begünstigte.
Zu seinem 70. Geburtstag, im Jahr 1938, sollte er Ehrenbürger der Stadt Hersfeld werden. Da er wohl auch in nationalsozialistischer Zeit eine aufrechte und kritische Haltung gegenüber den Vorgängen behielt, wurde der Stadt die Ehrung nicht genehmigt. Aufgrund seiner Verdienste für die Stadt, wurde später eine Straße am Tageberg nach ihm benannt. Hier stehen auch die Häuser, die er 1921 bauen ließ.
Rechberg war darüber hinaus sowohl sozial als auch kulturell engagiert. Seine Fabrik hatte 1910 eine eigene Krankenunterstützungs- und Darlehenskasse und er richtete eine Fabrikküche ein. In Zeiten großer Wohnungsnot baute er im Jahr insgesamt 46 Häuser für Betriebsangehörige. Er war in den 1920er Jahren gemeinsam mit dem SPD-Politiker Michael Schnabrich Mitbegründer und Vorstandsmitglied des Hersfelder „Bauverein Selbsthilfe e. V.“. Im Jahr 1934 und 1935 baute er zusammen mit Georg Braun eine Arbeitersiedlung an der Hohen Luft.
Weiterhin war er 1933 einer der 18 Grundsteinstifter zum 1937 erbauten Haus der Deutschen Kunst in München.